# 463

463(사백육십삼)은 462보다 크고 464보다 작은 자연수다.

## 수학
- 90번째 소수(素數)다. 앞의 소수는 쌍둥이 소수인 461, 다음 소수는 467이다.
  - 베르누이 수의 분자 {\displaystyle B_{130}}을 나눌 수 있는 비정규 소수다.
- 12번째 중심있는 칠각수다. 앞의 중심있는 칠각수는 386, 다음은 547이다.
- {\displaystyle 463=120+153+190}
  - 연속하는 세 육각수의 합으로 나타낼 수 있는 수다. 이 성질을 지닌 앞의 수는 364, 다음 수는 574다.
- {\displaystyle 463=53+59+61+67+71+73+79}
  - 연속하는 소수(素數) 7개의 합으로 나타낼 수 있는 수다. 이 성질을 지닌 앞의 수는 431, 다음 수는 493이다.
- {\displaystyle 21^{3}-1}은 463으로 나누어떨어진다.

## 과학
- NGC 463(영어판): 물고기자리 방향에 있는 렌즈형은하.

## 교통
- 국도 제463호선
  - 일본 463번 국도(일본어판): 사이타마현 고시가야시에서 이루마시까지 이어지는 일본의 국도.
- 기타 도로
  - 463번 지방도: 강원특별자치도 화천군 사내면에서 철원군 철원읍까지 이어지는 대한민국의 지방도.
  - 현도 제463호선

## 군사
- 463L 마스터 팰럿(영어판): 미국 공군의 군사 장비.
- U-463(영어판, 독일어판): 제2차 세계 대전에 사용된 나치 독일의 군용 잠수함.

## 문화유산
- 대한민국의 보물 제463호: 원주 흥법사지 진공대사탑비
- 대한민국의 사적 제463호: 충주 누암리 고분군

## 스포츠
- 463 병살: 야구에서 2루수→유격수→1루수의 순서로 공이 움직여 이루어지는 병살.

## 기타
- 연도: 463년, 기원전 463년